# مبخرة عربية
المبخرة العربيّة هي نوع من المباخر موجود في جميع أنحاء الوطن العربي وتركيا. وهي أداة من التراث المشرقي، يوضع بها البخور والجمر - وتسمى أيضا المجمرة، لإنتاج الأبخرة المعطرة وتحسين رائحة الهواء المحيط. وتسمى أيضاً المدخنة. وتعتبر من أحد أقدم الاختراعات. 

## تراث
ارتبطت المبخرة بتعطير الملابس والبيوت وبعادات مثل الترحيب بالضيف وإظهار المحبة وحسن الاستقبال. 
وبغض النظر عن أهمية المبخرة الوظيفية، فإنّ وجودها يزيّن المجالس العربية بأشكالها الكثيرة التي تطورت عبر الأجيال، مثل المعدنية والخشبية والزجاجية والكهربائية. حيث طورها الصنّاع لتتماشى مع ألوان المجلس وجدرانه. ويحرص البعض على اقتناء الشكل التقليدي للمبخرة، كمفردة تراثية وموروث شعبيّ. 
وتكمن أهمية المبخرة في تعزيز الهوية الثقافية والاجتماعية. وفي الدول الخليجية مثل السعودية، تُعتبر عنصراً لا غنى عنه في المناسبات والأعياد والاحتفالات الرسمية. 

## تاريخ
تقول روايات إنّ إنساناً بدائياً اكتشف وابتكر المخبرة بالصدفة، حين احتاج إلى وعاء يضع داخله أوراق النباتات والأغصان الصغيرة وصمغ جذور الأشجار والزهور العشوائية. وهذا ليدقها بعصاه حدّ هرسها، ويدهن نفسه بمزيجها، من قبيل التعطر أو التداوي. 
وتُعتبر أقدم مبخرة في الخليج هي مبخرة من حجر الكلس لها أربعة قوائم وبداخلها مادة سوداء كأثر اللبان، حيث حُدد تاريخها من 2100 -2200 قبل الميلاد. فاستخدام المباخر مرتبط بإنتاج وتجارة البخور واللبان من أقدم المواد العطرية التي استخدمت في الطقوس الدينية والاجتماعية. 
ما بين عاميّ 2500 و2000 قبل الميلاد، شهدت سواحل الجزيرة العربية وساهل مالابار (جنوب غرب الهند حاليًا) شبكات تجارية بحرية عبر المحيط الهندي، تشمل البخور واللبان. 

## تصنيعها
تُعتبر المبخرة حرفة يدوية وتُصنع تقليديّاً من الطين وتصممها مجتمعات من الرجال والنساء تعتمد على الحرفيين الموهوبين. في رأس الخيمة وشبه جزيرة مسندم، تم صناعة شكل دائري معيّن من الطين باسم المدخن أو المجمرة باللغة العربية على عجلة صغيرة يدوية الصنع من الخشب أو الطين. 
تم تكريس عناية كبيرة لتكرار هذه الأشكال والتصميمات بدقة. وباعتبارها مباخر تقليدية من جلفار، فقد تم تصميمها عن طريق الضغط على الأشكال الهندسية في الطين باستخدام أدوات خشبية صغيرة محمولة باليد. كانت القطعة الأثرية النهائية عبارة عن مبخرة مصممة لتبخير الجسم وكذلك المنزل، وغالبًا ما تستخدم في طقوس الضيافة للترحيب بالزوار، وخلق روائح طيبة، وإزالة الروائح الكريهة من الهواء المحيط. 